# Chinga (Rondodasosa)
Chinga è un singolo del rapper italiano Rondodasosa, pubblicato il 21 gennaio 2022. Nella realizzazione del singolo, Rondodasosa si è avvalso della collaborazione di Simba la Rue. Per la prima volta i due artisti hanno lavorato assieme in un progetto musicale.

## Tracce
1. Chinga (feat. Simba la Rue) – 3:04